# The Match (soundtrack)
The Match  naziv je šestog autorskog albuma hrvatskoga skladatelja i glazbenika Dalibora Grubačevića s glazbom iz istoimenoga filma. Redatelji filma su Dominik i Jakov Sedlar, a u glavnim ulogama igraju Franco Nero, Armand Assante i Caspar Phillipson. Album je objavljen digitalno i u obliku CD-a u kolovozu 2021., a objavila ga je britanska diskografska kuća Plaza Mayor Company specijalizirana za glazbu iz filmova.

## Popis glazbenih brojeva
| 1.    | »The Match - Main Title«         | 2:31 |
| 2.    | »I'll Never Forget«              | 3:22 |
| 3.    | »Your Mouth Will Get You Killed« | 0:49 |
| 4.    | »Who Here Can Play Football?«    | 2:45 |
| 5.    | »Building a Camp«                | 1:11 |
| 6.    | »Memories«                       | 1:41 |
| 7.    | »The Strategy«                   | 2:05 |
| 8.    | »Why Did You Save Me?«           | 1:41 |
| 9.    | »My Team«                        | 1:41 |
| 10.   | »Stadium«                        | 2:14 |
| 11.   | »The Match Part I«               | 6:14 |
| 12.   | »I Want Freedom!«                | 2:31 |
| 13.   | »The Match Part II«              | 4:37 |
| 14.   | »The Execution & Remembrance«    | 4:16 |
| 15.   | »End Titles«                     | 4:11 |
| 42:56 |                                  |      |

## Vanjske poveznice
- Filmusicsite.com: The Match (engl.)
- Duvertir.eu La bande originale du film The Match  Arhivirana inačica izvorne stranice od 28. kolovoza 2021. (Wayback Machine) (fr.)